# Санта Ђуста (Сасари)
Санта Ђуста је насеље у Италији у округу Сасари, региону Сардинија.
Према процени из 2011. у насељу је живело 10 становника. Насеље се налази на надморској висини од 71 м.